# Emerson Thome
Emerson Augusto Thome (Porto Alegre, 30 de março de 1972) é um ex-futebolista brasileiro.

## Carreira
Iniciou sua carreira profissional em 1992, no Internacional, jogando uma partida pelo Colorado antes de assinar com a Acadêmica no mesmo ano. No time de Coimbra, o zagueiro também jogou pouco: apenas 3 partidas. Em Portugal, defendeu ainda o Tirsense, o Benfica e o Alverca - neste último, atuou por empréstimo. Durante a passagem pelo futebol lusitano, ganhou o apelido de "Paredão"
Em 1997, Emerson Thome assinou com o Sheffield Wednesday, e as boas atuações pela equipe na Copa da Inglaterra garantiram a contratação do zagueiro pelo Chelsea, sendo o primeiro brasileiro a defender os Blues. Pelo clube de Stamford Bridge (ainda na fase pré-Abramovich), foi reserva de Marcel Desailly e Frank Lebœuf, tendo atuado em 21 jogos até 2000.
Na Inglaterra, jogou também por Sunderland, Bolton Wanderers, Wigan Athletic e Derby County (por empréstimo). Encerrou a carreira em 2007, atuando pelo Vissel Kobe.
Desde 2008, Emerson trabalha como olheiro do Everton em Portugal.